# Kistótfalu
Kistótfalu là một thị trấn thuộc hạt Baranya, Hungary. Thị trấn này có diện tích 10,5 km², dân số năm 2010 là 321 người, mật độ 31 người/km².